# Петрашевцы

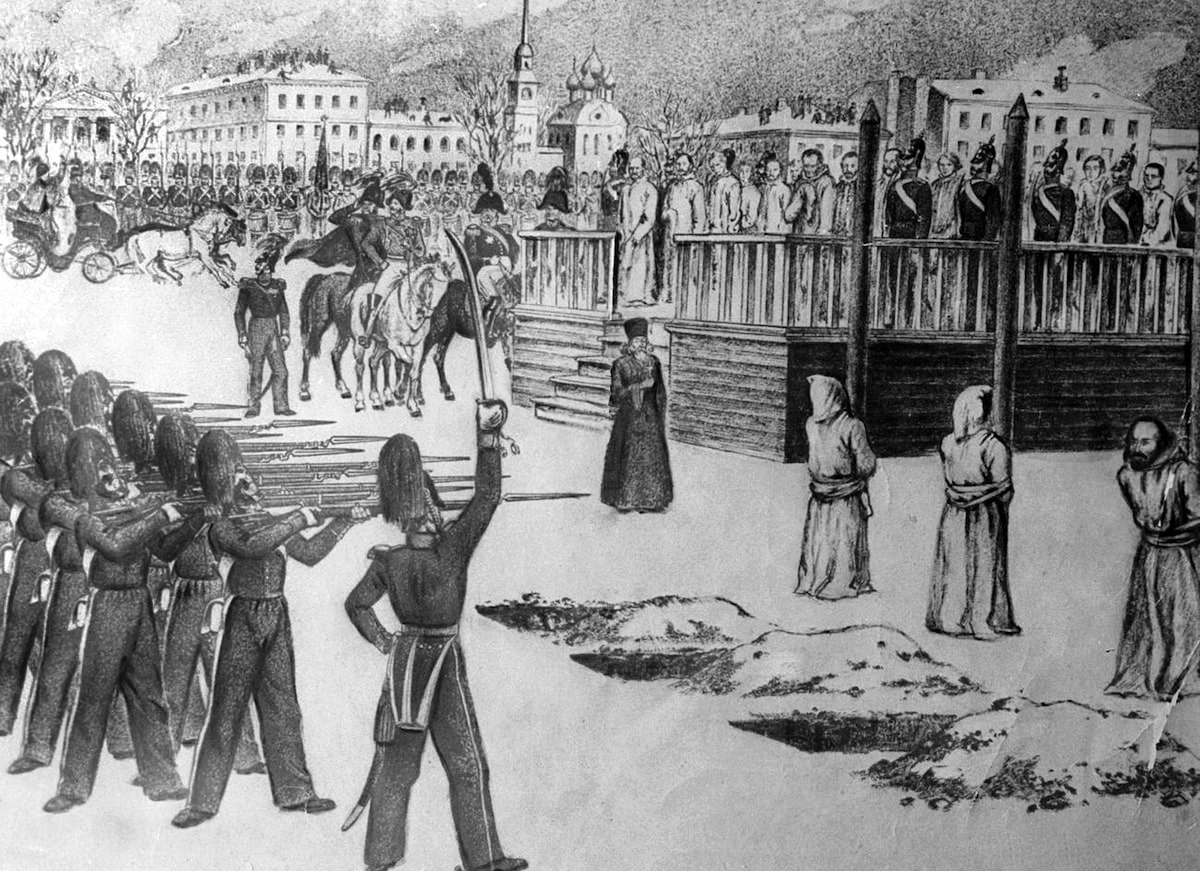
«Обряд казни на Семёновском плацу», рисунок Б. Покровского, 1849 год

Петраше́вцы — осуждённые в 1849 году участники встреч у Михаила Буташевича-Петрашевского. Будучи все в той или иной мере «вольнодумцами», петрашевцы были неоднородны по своим взглядам. Немногие имели замыслы прямо революционного характера, некоторые занимались изучением и пропагандой социально-утопической мысли XIX века (современники часто называли петрашевцев «коммунистами»). Значительная часть осуждённых понесла наказание только за распространение письма Белинского к Гоголю или за недоносительство о собраниях. Кружок Петрашевского вошёл в историю в том числе и из-за участия в нём молодого Достоевского и из-за необычного, поразившего современников обряда инсценировки приготовлений к публичной казни, которому подверглись осуждённые, не знавшие о том, что они помилованы.

## Участники собраний
В истории литературы XIX века так называемое дело Петрашевского, или петрашевцев, занимает видное место, потому что ни в одном из русских политических процессов не участвовало столько литераторов и учёных. Кроме Петрашевского, издавшего под псевдонимом Кириллова «Словарь иностранных слов», были замешаны Достоевский, Плещеев, Пальм, Дуров, Толь, химик Ф. Львов, гигиенист Д. Д. Ахшарумов — замешаны непосредственно, потому что бывали на пятницах Петрашевского и были там переписаны.

### Кружки, близкие к петрашевцам
Кружок Петрашевского посредством некоторых своих членов (главным образом Дурова) стоял в тесной связи со множеством других, где рассуждали совершенно в том же духе о притеснениях цензуры, о безобразии крепостного права, о продажности чиновничества, где со страстным интересом читались и комментировались теории Кабе, Фурье, Прудона и, наконец, с восторгом слушалось письмо Белинского к Гоголю.
Один из таких кружков собирался у Иринарха Введенского; к числу его участников принадлежали молодые литераторы и студенты Г. Е. Благосветлов, А. П. Милюков и Н. Г. Чернышевский. Известный мемуарист Ф. Ф. Вигель, знавший об этих собраниях и тесной связи их с собраниями у Петрашевского, сделал в этом смысле донос, и только отсутствие точных сведений у Липранди, но в первую очередь заступничество Ростовцева, очень любившего Введенского, спасли его самого и его друзей.
Кроме того, ускользнули от преследования многие из бывших на собраниях у самого Петрашевского, как например В. А. Энгельсон, впоследствии деятельный участник герценовской «Полярной звезды», известный теоретик славянофильства — Николай Данилевский, М. Е. Салтыков-Щедрин и долгое время усердно посещавший пятницы Петрашевского Аполлон Майков.
Наконец, к Петрашевцам можно причислить двух писателей, которые только потому не попали в число подсудимых, что умерли раньше начала следствия: Валериана Майкова и Белинского. Валериан Майков был очень дружен с Петрашевским и принимал большое участие в составлении «Словаря иностранных слов» Кириллова, который был одним из крупнейших corpus delicti процесса.
В. Г. Белинский за своё письмо к Гоголю, вероятно, был бы причислен к преступнейшей категории «общества», так как многие из петрашевцев только и были повинны что в распространении этого письма. Окончательный приговор генерал-аудиториата относительно Плещеева гласил:
Плещеева, за распространение письма Белинского, лишить всех прав состояния и сослать в каторжную работу на заводах на 4 года.
Одним из мотивов, на основании которых Головинский, Достоевский, Пальм присуждены к смертной казни, выставлено недонесение о распространении письма Белинского.

### Список петрашевцев
1. Михаил Буташевич-Петрашевский, титулярный советник, 27 лет
2. Дмитрий Ахшарумов, кандидат Санкт-Петербургского университета, 26 лет
3. Александр Баласогло, поэт, морской офицер в отставке, 36 лет
4. Василий Головинский, титулярный советник, 20 лет
5. Николай Григорьев, поручик лейб-гвардии конно-гренадерского полка
6. Ипполит Дебу, служащий в Азиатском департаменте, 25 лет
7. Константин Дебу, служащий в Азиатском департаменте, 38 лет
8. Фёдор Достоевский, отставной инженер-поручик, литератор, 27 лет
9. Сергей Дуров, отставной коллежский асессор, литератор, 33 года
10. Александр Европеус, отставной коллежский секретарь, 24 года
11. Василий Катенев, сын почетного гражданина, 19 лет
12. Николай Кашкин, служащий в Азиатском департаменте, 21 лет
13. Фёдор Львов, штабс-капитан лейб-гвардии егерского полка, 25 лет
14. Николай Момбелли, поручик лейб-гвардии московского полка, 27 лет
15. Александр Пальм, поручик лейб-гвардии егерского полка, 27 лет
16. Алексей Плещеев, неслужащий дворянин, литератор, 23 года
17. Николай Спешнев, помещик Курской губернии, 28 лет
18. Константин Тимковский, титулярный советник, 35 лет
19. Феликс Толь, учитель главного инженерного училища, 26 лет
20. Павел Филиппов, студент Санкт-Петербургского университета, 24 года
21. Александр Ханыков, студент Санкт-Петербургского университета, 24 года
22. Рафаил Черносвитов, отставной поручик (бывший исправник), 39 лет
23. Пётр Шапошников, мещанин, 28 лет
24. Иван Ястржембский, помощник инспектора в Технологическом институте, 34 года

Всего по делу петрашевцев было арестовано около сорока человек, из них 21 приговорён к расстрелу, одному, как сошедшему с ума в процессе следствия, приговор отсрочен.

## Доклад Липранди
Дело Петрашевского долго составляло предмет государственной тайны. Эта таинственность в связи с суровым наказанием, понесенным участниками «общества пропаганды», создала представление о деле Петрашевского как о серьёзном политическом заговоре, который часто ставился наряду с заговором декабристов. Такое представление рушилось после обнародования документов, относящихся к делу Петрашевцев.
Среди этих документов важную роль играло донесение И. П. Липранди, который по поручению министра внутренних дел больше года наблюдал за кружком Петрашевского и представил списки людей для ареста. В кружок был внедрён его агент Пётр Антонелли.
«Члены общества, — говорил в своём докладе Липранди, — предполагали идти путём пропаганды, действующей на массы. С этой целью в собраниях происходили рассуждения о том, как возбуждать во всех классах народа негодование против правительства, как вооружать крестьян против помещиков, чиновников против начальников, как пользоваться фанатизмом раскольников, а в прочих сословиях подрывать и разрушать всякие религиозные чувства, как действовать на Кавказе, в Сибири, в Остзейских губерниях, в Финляндии, в Польше, в Малороссии, где умы предполагались находящимися уже в брожении от семян, брошенных сочинениями Шевченки (!). Из всего этого я извлёк убеждение, что тут был не столько мелкий и отдельный заговор, сколько всеобъемлющий план общего движения, переворота и разрушения». На самом деле, однако, по суду оказалось совершенно иное. <…> Буташевич-Петрашевский, ещё с 1841 г. пытался поселять зловредные начала либерализма в молодом поколении". Начиная с 1845 г. Петрашевский «собирал у себя в известные дни знакомых ему учителей, литераторов, студентов и вообще лиц разных сословий и постоянно возбуждал суждения, клонившиеся к осуждению существующего в России государственного управления».
Не довольствуясь этим, Петрашевский в конце 1848 г. совещался со Спешневым, Черносвитовым, Момбелли, Дебу, Львовым "об учреждении тайного общества под названием, как сами они выражались, товарищества или братства взаимной помощи из прогрессистов и людей передовых мнений, которые бы могли двинуть гражданский быт вперёд на новых началах, посредством возвышения друг друга; однако же это общество, по разномыслию членов, не состоялось. Итак, люди ни разу не пошли дальше отвлечённых рассуждений, даже в теории не могли сговориться относительно какой-либо организации.
Тем не менее суд сошёлся с Липранди в общей оценке «общества» и приговорил всех участников его к смертной казни. Суровый приговор был мотивирован исключительно «преступными разговорами», «вредными идеями», «гнусным либерализмом», как выразился Момбелли в своём покаянном показании.

## Политические диспуты петрашевцев
Высказанные на собраниях у Петрашевского «вредные мысли» сводились к следующему: Ястржембский 18 марта произносил речь, которая «была усеяна солью на здешнее чиномание». Он же с похвалой отозвался о Прудоне, но «Ламартина разбирал с самой дурной стороны». Головинский на собрании 1 апреля «отличался красноречием, дерзостью выражений и самым зловредным духом, разбирая три главные вопроса: освобождение крестьян, свободу книгопечатания и преобразование судопроизводства». Кузьмин «принимал участие в прении о тех же вопросах». Тимковский, «говоря о намерении принести жалобу в правительствующий сенат на неправильное его увольнение от службы, присовокупил, что этим единственно хочет подать пример и другим, подобно ему отставленным от службы, которые теряют вместе со службой и своё пропитание». Ахшарумов «говорил, что вопросы о судопроизводстве и об освобождении крестьян должны разрешиться в один и тот же день». Григорьев «принимал участие в прениях об освобождении крестьян». Дуров в «заседании» 25 марта читал своё пропущенное цензурой и следовательно свободно обращавшееся в книжной торговле предисловие к сочинениям Хмельницкого. «Всё общество рукоплескало. Дуров жаловался, что цензура многое не пропустила, но Петрашевский прибавил: все должны стараться писать в подобном духе, потому что, хотя цензура вымарает десять, двадцать мыслей и идей, но хотя пять да всё-таки останутся».

## Петрашевцы и утопический социализм
Петрашевцы сильно увлекались идеями французских социальных реформаторов, но в этом увлечении не было ничего политически опасного, и притом оно было присуще весьма многим образованным людям того времени (см. воспоминания Панаева, Анненкова, Милюкова, Достоевского, Салтыкова, письма Белинского и мн. др.). Разговоры о Нью-Ланарке Оуэна, об «Икарии» Кабэ, о «фаланстерах» Фурье, о Прудоне, Луи-Блане составляли преобладающую тему задушевных бесед, имевших безусловно платонический характер. Из социальных систем собеседники черпали только общегуманную подкладку, стремление положить общее благо, правду и справедливость в основу общественной жизни. Об устройстве фаланстеров в России они не думали.
Особое положение между Петрашевцами занимали только трое — Спешнев, Момбелли и Петрашевский, а со специально-военной точки зрения — и Григорьев. В бумагах Спешнева был найден проект обязательной подписки членов предполагаемого «русского общества», по которой они на случай надобности обязываются «не щадя себя принять полное открытое участие в восстании и драке».
Суд установил, что проект этот есть единичное дело Спешнева, о котором ничего не знал даже глава «заговора» — Петрашевский. В бумагах Момбелли были найдены «в высшей степени дерзкие выражения против священной особы Его Величества». Важность этого обстоятельства увеличивалась в весьма сильной степени тем, что Момбелли был офицером. С точки зрения нарушения военной дисциплины был виновен и автор «Солдатской беседы» Григорьев, хотя «беседа» только констатировала те тяжкие условия солдатской службы того времени, улучшение которых всегда ставится в число крупнейших заслуг императора Александра II. Не свидетельствуют о серьёзности замыслов Петрашевцев и показания, данные ими во время следствия и суда, — показания, выражающие, большей частью, раскаяние и сожаление. Только сам Петрашевский, по замечанию следственной комиссии, «один из всех арестантов» являлся «дерзким и наглым» и объявил, «что, стремясь к достижению полной, совершенной реформы быта общественного в России, желал стать во главе разумного движения в народе русском»; но Петрашевский был, что называется, «человек беспокойный», не желал принять помилования по амнистии 1856 г., настаивал на пересмотре дела и даже в самый разгар новых веяний сумел восстановить против себя такого человека, как граф Муравьёв-Амурский, крайне мягко относившийся к политическим ссыльным.
И однако сам Петрашевский, когда в Дуровском кружке возникла мысль обзавестись тайной литографией для распространения фурьеристских взглядов, решительно протестовал против такого намерения, которое и было оставлено. Как только общественная атмосфера изменилась, Петрашевский стал искренним другом правительства.

## «Словарь иностранных слов»
Одним из главных пунктов обвинения против Петрашевского послужил изданный им «Словарь иностранных слов» (см. выше), беспрепятственно пропущенный цензурой и даже посвященный великому князю Михаилу Павловичу. Написанный страстно и увлекательно, «Словарь» имел в виду стать чем-то вроде Вольтеровского «Dictionnaire philosophique». Слог его, несколько похожий на проповедь, был вообще в ходу в сороковых годах под влиянием «Paroles d’un croyant» Ламеннэ. Основное стремление словаря — показать, что обновление обветшалых форм жизни есть необходимое условие всякого истинно-человеческого существования. В словаре выражается мечта о гармонии общественных отношений, о всеобщем братстве и солидарности. Конституцией составители словаря не очарованы; по их словам, «это хваленое правление — не что иное, как аристократия богатства». Столь же враждебно отношение словаря к капитализму.
В общем, словарь есть живое отражение идей, шедших в Россию из Франции сороковых годов.
Достоевский говорит в «Дневнике писателя»: «название Петрашевцы неправильное, ибо чрезмерно большое число в сравнении со стоявшими на эшафоте, но совершенно таких же, как мы, П. осталось совершенно нетронутым и необеспокоенным. Правда, они никогда и не знали Петрашевского, но совсем не в Петрашевском было и дело во всей этой давно прошедшей истории». Петрашевцы были, в сущности, только пионерами идей, которые через несколько лет стали интегральной частью правительственной программы.

## Приговор
Наряженный над ними военный суд нашёл, однако, что «пагубные учения, породившие смуты и мятежи во всей Западной Европе и угрожающие ниспровержением всякого порядка и благосостояния народов, отозвались в некоторой степени и в нашем отечестве. Горсть людей совершенно ничтожных, большей частью молодых и безнравственных, мечтала о возможности попрать священнейшие права религии, закона и собственности».
Все подсудимые были приговорены к смертной казни — расстрелу; но, принимая во внимание разные смягчающие обстоятельства, в том числе раскаяние всех подсудимых, суд счёл возможным ходатайствовать об уменьшении им наказания, а Пальму испрашивал даже полное прощение. Наказания действительно были смягчены: Петрашевскому назначена каторга без срока, Достоевскому — каторга на 4 года с отдачей потом в рядовые, Дурову — то же самое, Толю — 2 года каторги, Черносвитову — ссылка в крепость Кексгольм, на реке Вуокса, Плещееву — отдача рядовым в оренбургские линейные батальоны и т. д. Пальм был переведён с тем же чином в армию.

## Инсценировка казни
Несмотря на это смягчение, петрашевцам пришлось выдержать, как с содроганием вспоминает Достоевский, «десять ужасных, безмерно-страшных минут ожидания смерти».
22 декабря 1849 (3 января 1850) г. они были привезены из Петропавловской крепости (где каждый из них провёл 8 месяцев в одиночном заключении) на Семёновский плац. Им прочли конфирмацию смертного приговора; « … подошёл с крестом в руке священник в чёрной ризе, переломили шпагу над головой дворян; на всех, кроме Пальма, надели предсмертные рубахи. Петрашевскому, Момбелли и Григорьеву завязали глаза и привязали к столбу. Офицер скомандовал солдатам целиться… Один Кашкин, которому стоявший возле него обер-полицеймейстер Галахов успел шепнуть, что все будут помилованы, знал, что всё это — только церемония; остальные прощались с жизнью и готовились к переходу в другой мир.
Григорьев, который и без того от одиночного заключения несколько повредился в уме, в эти минуты совсем его лишился. Но вот ударили отбой; привязанным к столбу развязали глаза и прочли приговор в том виде, в каком он окончательно состоялся. Затем всех отправили обратно в крепость, за исключением Петрашевского, которого тут же на плацу усадили в сани и с фельдъегерем отправили прямо в Сибирь».